# Botella de doble pico y asa puente
Una botella de doble pico y asa puente era una forma de vasija para beber de cerámica,  desarrollada en algún momento antes del año 500 a. C. por grupos indígenas en la costa peruana. Fiel a su nombre, este tipo de botella se distingue por dos picos con un asa que los une. Utilizado primero por la cultura Paracas, luego fue adoptado por los Nazca. Mientras que al principio los Paracas tendían a grabar diseños derivados del arte de la cultura Chavín en la superficie de las vasijas, más tarde comenzaron a tratar la vasija como una forma escultórica, un avance facilitado por el desarrollo de la tecnología cerámica que permitió que hicieran vasijas con paredes más delgadas. Esta tradición fue continuada por los Nazca, cuyas vasijas eran elaboradamente figurativas (vea la ilustración abajo a la derecha), decoradas con esmaltes policromados, o ambos.
Los recipientes fueron construidos por el método de urdido . Los Nazca aplicaban entonces engobe multicolor para lograr efectos policromados antes de quemar las vasijas, un avance sobre los Paracas, que habían pintado las vasijas con resinas después de la cocción. La técnica de Nazca permitía colores mucho más brillantes y permanentes, cuyo brillo se realzaba puliendo después de que la vasija fuera cocida.
Tanto los Paracas como los Nazca parecen haber utilizado este tipo de vasijas con fines rituales, ya que se encuentran con mayor frecuencia en las tumbas.

## Galería

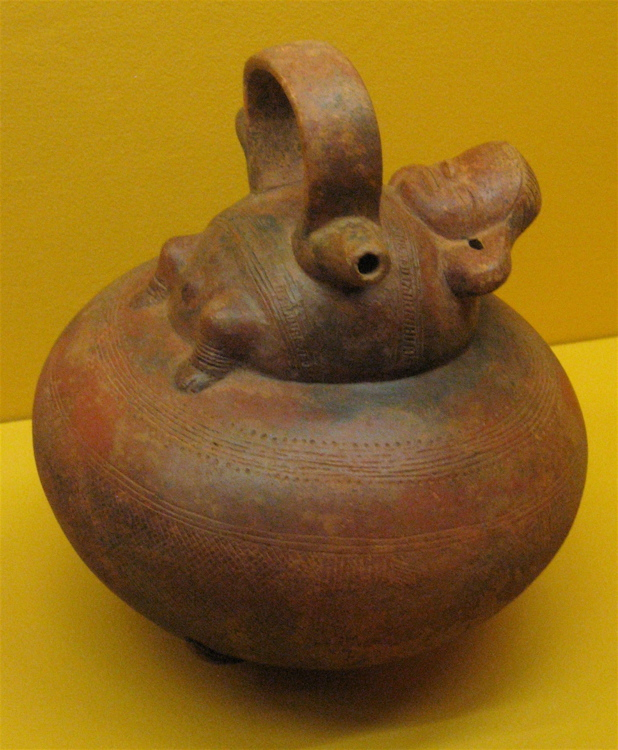
Botella de doble pico y asa de origen colombiano.
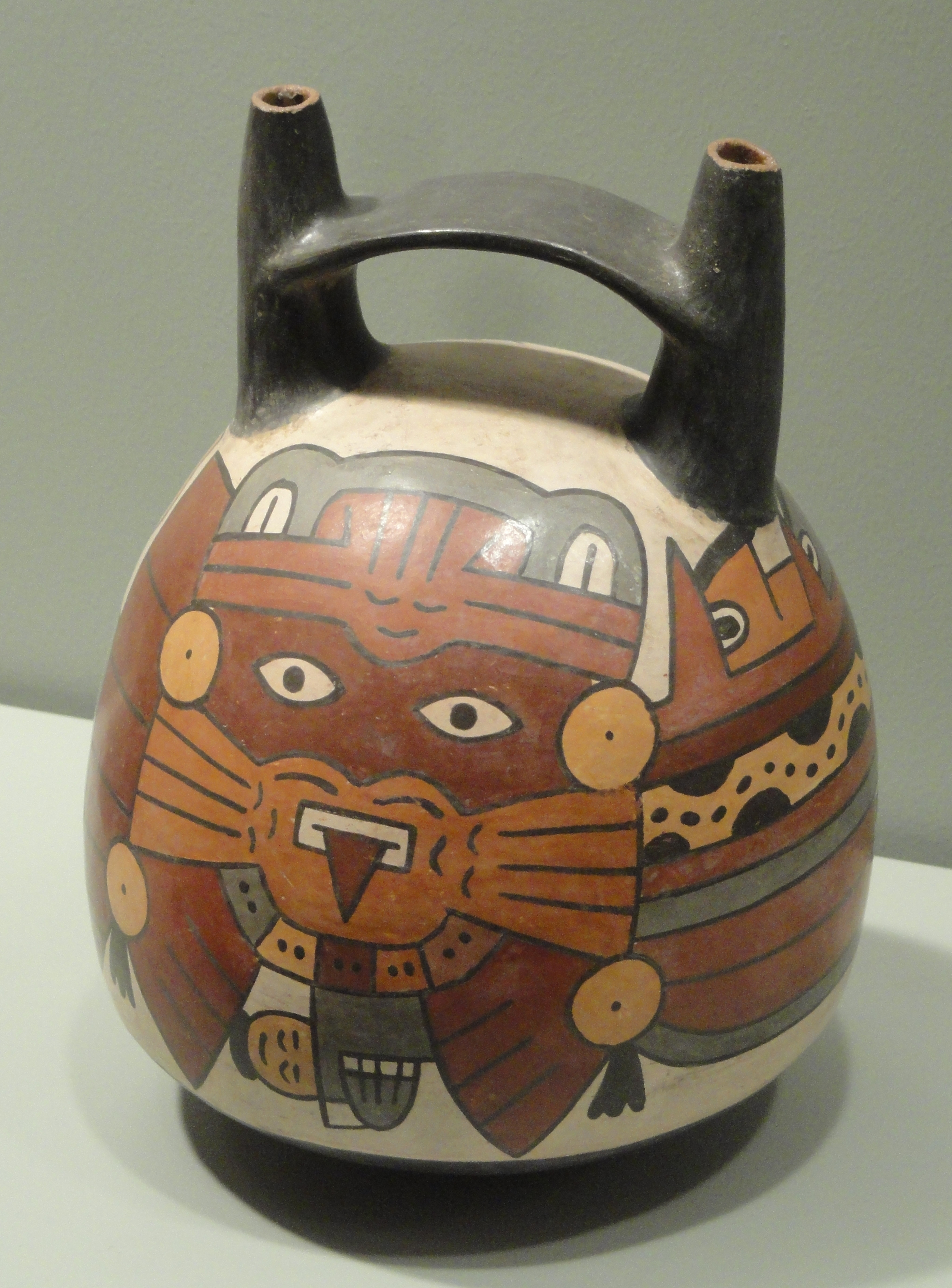
Una botella con pico de puente de la cultura Nasca, 100-300 d.C.
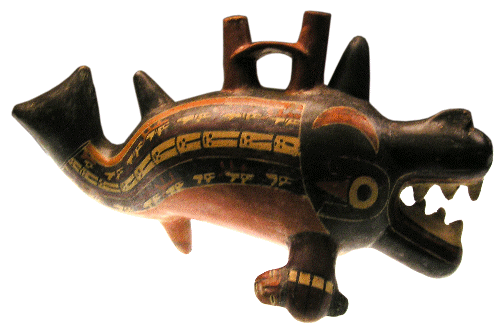
Vasija figurativa huaco de esta forma